# Clelia clelia
La zopilota común, víbora de sangre, culebra viborera común, culebra minadora, lisa, ratonera, tuquí o cazadora negra (Clelia clelia), es una especie de serpiente de la familia Dipsadidae que se distribuye desde el sur de México hasta el norte de Argentina.
Es de tamaño grande, alcanzando una longitud de 2,5 metros. Los adultos son completamente de color negro, pero los juveniles son rojos con la cabeza negra y con una banda nucal blanca, apariencia de la que proviene su nombre común "víbora de sangre". 
Tienen una dieta basada principalmente en otras serpientes, incluyendo especies venenosas, pero también en lagartijas y mamíferos. Es una especie constrictora, pero tiene una dentición opistoglifa (dientes inyectores de veneno en la parte de atrás de la mandíbula) con lo que también usa el veneno para matar a sus presas.